# Aire-la-Ville
Aire-la-Ville (toponimo francese) è un comune svizzero di 1 169 abitanti del Canton Ginevra.

## Storia
Il comune di Aire-la-Ville fu istituito nel 1816.

## Monumenti e luoghi d'interesse

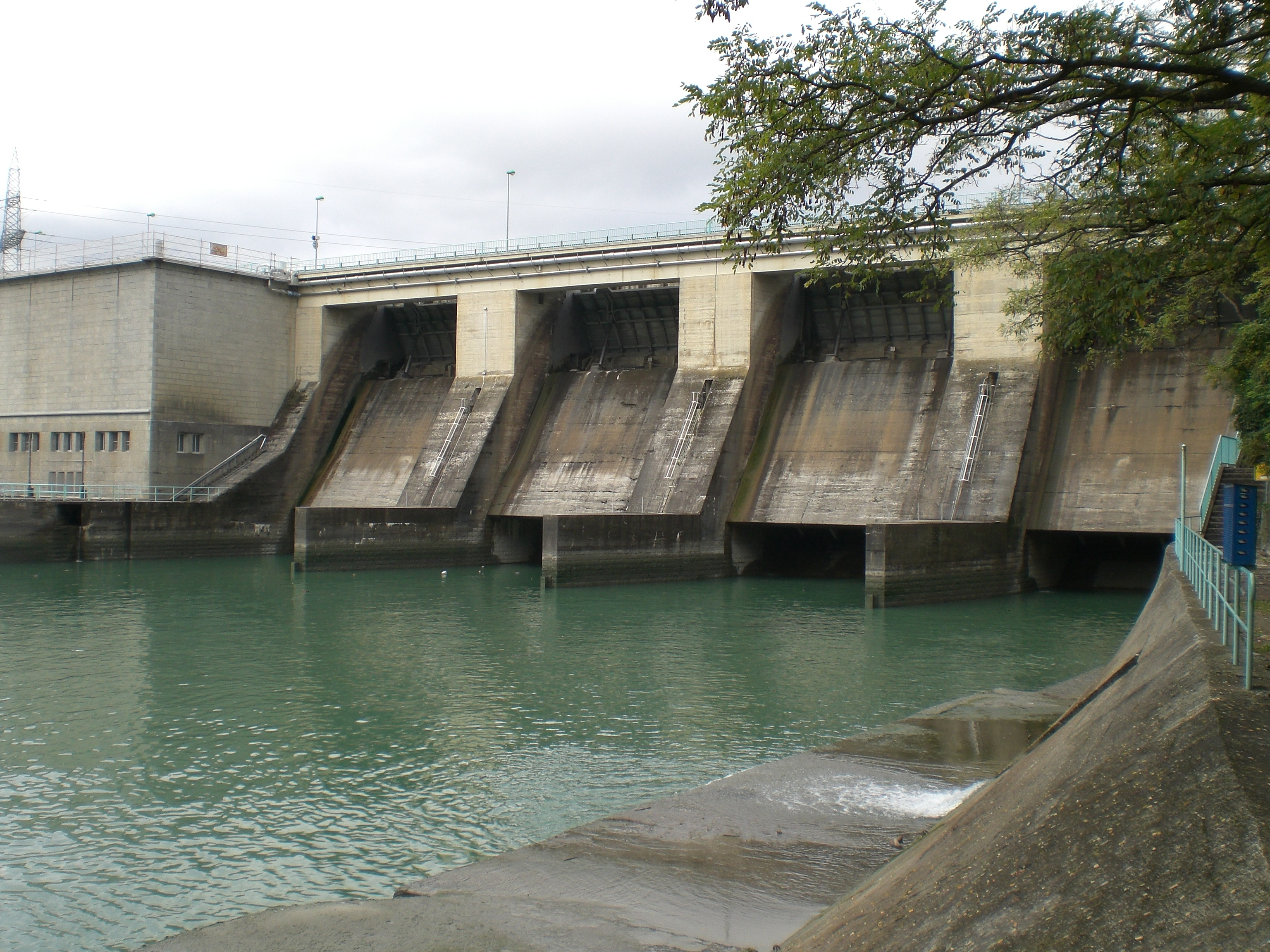
La diga di Verbois

- Chiesa cattolica di San Luigi, eretta nel 1726[1];
- Diga di Verbois[1].

## Società

### Evoluzione demografica
L'evoluzione demografica è riportata nella seguente tabella:
Abitanti censiti

## Amministrazione
Ogni famiglia originaria del luogo fa parte del comune patriziale che ha la responsabilità della manutenzione di ogni bene comune.